# Sant'Andrea (Carlo Crivelli)
Sant'Andrea è un dipinto a tempera e oro su tavola (30x22,5 cm) di Carlo Crivelli, databile al 1471 circa e conservato nell'Honolulu Academy of Arts. Si tratta di uno scomparto della predella dello smembrato Polittico di Montefiore dell'Aso.

## Storia
Il polittico, già nella chiesa di San Francesco a Montefiore dell'Aso, venne smembrato nell'Ottocento e, ad eccezione degli scomparti rimasti a Montefiore (il cosiddetto Trittico di Montefiore), passò per l'antiquario romano Vallati nel 1858, prendendo poi varie strade. Il Sant'Andrea finì in Inghilterra, dove passò per le collezioni di H. Cornwall Leigh (Knutsford, Cheshire) e M. Knoedler & Co., prima di approdare a Colnaghi, che lo vendette alla Kress Foundation. Venne infine destinato, con altre tredici opere d'arte italiana, al museo hawaiano.

## Descrizione e stile
Come in altri pannelli di predella realizzati da Crivelli, il santo, riconoscibile per la croce che impugna, mostra una posa irrequieta, che ha il fulcro nella presa salda delle mani sulla croce lignea e nella rotazione ispirata del capo verso l'alto. L'espressione, con gli occhi rivolti in alto, sotto le sopracciglia contratte, e la bocca dischiusa, è carica di pathos, quasi grottesca.